# 六帶犰狳亞科
六帶犰狳亞科（學名：Euphractinae），舊作倭犰狳亞科，是有甲目的一個亞科。過往本亞科有五個屬，現時只餘下三個：
- 披毛犰狳屬 Chaetophractus, Fitzinger, 1871
- 六帶犰狳屬 Euphractus, Wagler, 1830
- 小犰狳屬 Zaedyus, Ameghino, 1889

除此之外，本亞科還包括有四個只有化石種的屬：
- Paleuphractus、
- Doellotatus、
- Proeuphractus及
- Macroeuphractus。

一個线粒体DNA的研究結果認為六帶犰狳亞科是與倭犰狳亞科（Chlamyphorinae）、三帶犰狳亞科（Tolypeutinae）及已滅絕的雕齒獸亞科是同一個支序的姐妹群。